# تپه کوزه سران
تپه کوزه سران مربوط به دوره ساسانیان است و در شهرستان خدابنده، بخش مرکزی، روستای جرین واقع شده و این اثر در تاریخ ۲۴ تیر ۱۳۸۲ با شمارهٔ ثبت ۹۱۹۴ به‌عنوان یکی از آثار ملی ایران به ثبت رسیده است.